# Aeródromo de Kirzhach
El Aeródromo de Kirzhach (en ruso: Аэродром Киржач; IATA:, ICAO: XUMV), se encuentra 2 km al oeste de Kirzhach, en el óblast de Vladímir, Rusia.
Se trata de un aeródromo deportivo especializado en la enseñanza y práctica del paracaidismo en la modalidad de caída libre. Está gestionado por el «Aeroclub ATCK "Strizh"» (del ruso: «аэроклуб АТСК "Стриж"»). Los deportistas suelen referirse a este aeródromo como «Kirza» (del ruso: «Кирза»), que podría traducirse como «lona».

## Pista
El aeródromo de Kirzhach dispone de una pista de tierra en dirección 01/19 y unas dimensiones de 1.800 × 70 m (5.905 × 230 pies).